# Пьотър Чичагов
Пьотър Гаврилович Чичагов (на руски: Пëтр Гаврилович Чичагов) е руски геодезист, картограф, изследовател на Сибир и Европейска Русия.

## Произход и образование (1694 – 1719)
Роден е през 1694 година в Руската империя в семейство на войник от Преображенския полк. След като завършва Навигационното училище, постъпва в Морската академия в „класа по география“, където проявява своите забележителни способности.

## Изследователска дейност (1719 – 1756)
От 1719 до 1730 г. участва в няколко руски военни експедиции, като картира реките Об и Енисей и множество техни притоци, в резултат на което съставя карта на басейна на Об (1727), основаваща се на 1302 пункта с астрономически определени координати и на басейна на Енисей (1730) – 648 астрономически определени пункта.
През 1719 участва във военната експедиция на майор И. Лихарев, като картира около 2000 км от река Иртиш от устието ѝ до устието на десния ѝ приток река Каба, езерото Зайсан и 24 от най-големите притоци на Иртиш на 100 – 150 км от устията им. През 1720 Чичагов издава първата карта на Иртиш, като същевременно това е и първата карта на Сибир, базираща се на астрономически наблюдения.
От 1721 до 1724 картира река Об от 60ºс.ш. до устието ѝ, в т.ч. притоците ѝ – Вах, Аган, Назим, Куноват и Полуй (десни), Васюган, Голям Юган и Голям Салим (леви). Картира и 200 км от долното течение на Ишим и цялата система на река Тобол. След приключването на дейността си представя в Сената карта в мащаб 40 версти за 1 дюйм с каталог от 1100 населени пункта.
От 1725 до 1730 картира горния басейн на Об до двете съставящи го реки Бия и Катун и десните му притоци Тим, Кет, Чулим, Том и Иня, като по този начин отразява на картата над 3000 км от течението на Об. През същия период (1725 – 1730) извършва топографско заснемане на около 2500 км от течението на Енисей от устието му до десния му приток Оя (53º с.ш.) и част от притоците му – Турухан, Елогуй и Абакан (леви), долните течения на Нижная Тунгуска, Подкаменна Тунгуска, Ангара, Чуна и Бирюса, целите течения на Кан, Мана и Туба (десни). Картира Минусинската котловина и крайбрежието на п-ов Таймир между устията на Енисей и Пясина – Брега Пьотр Чичагов.
През следващите години Чичагов ръководи картировъчните дейности в басейните на реките Волга, Урал и Кама.

## Памет
Неговото име носи Бряг Пьотър Чичагов, на западното, Карско крайбрежие на п-ов Таймир, между устията на реките Енисей и Пясина.